# 四氢-3-甲基-1,3-𫫇嗪
四氢-3-甲基-1,3-𫫇嗪是四氢-1,3-𫫇嗪的氮原子上的氢被甲基取代的有机化合物，其化学式为C5H11NO。它可由3-二甲氨基丙醇和二氧化氯反应制得。它在钯催化下加热氢化，可以得到N-甲基-N-丙基甲酰胺和3-二甲氨基丙醇。

## 延伸阅读
- H. Booth, R. U. Lemieux. . Canadian Journal of Chemistry. 1971-03-01, 49 (5): 777–788  [2023-06-13]. ISSN 0008-4042. doi:10.1139/v71-129 （英语）.